# Harpij (mythologie)

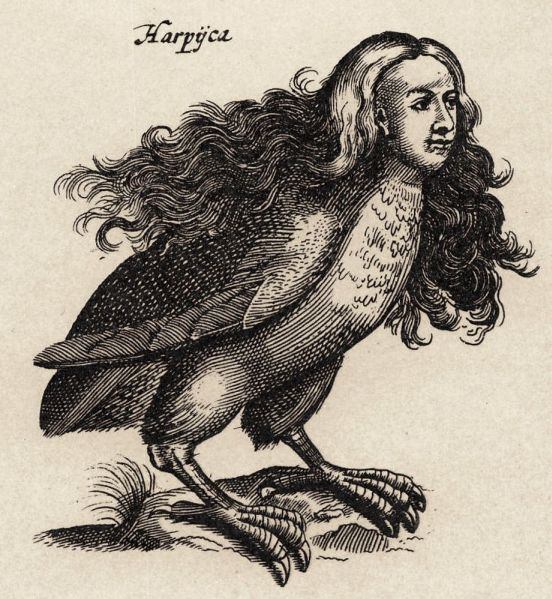
Harpij (bron: I.I Schipper 1660, graveur Matthius Merian, naar J.Jonstons' "Naekeurige Beschryvingh van de Natuur)

De harpijen ("roofsters") (Grieks: ἅρπυια, harpyia; Latijn: harpeia) waren in de Griekse mythologie eerst de drie zeer mooie, gevleugelde dochters van Elektra en Thaumas. Later werden ze vervaarlijke wezens, meestal afgebeeld als roofvogels met scherpe klauwen. Zij hadden echter het gezicht van een oude vrouw en een vuil onderlijf.
Hun namen waren: Kelaino (de "duistere"), Okypete ("snelgevleugde") en Aëllo ("snelle storm"). 
Ze zijn verwant aan de Sirenen. Dat zijn namelijk dochters van Phorcys, die een broer is van Thaumas, of van Acheloüs, die een broer is van Elektra.